# Полет 343 на „Ер Франс“
Полет 343 на „Ер Франс“ е редовен международен пътнически полет от летище Орли, Париж, Франция, до Абиджан, Кот д'Ивоар, с планирани междинни спирания в Дакар (Сенегал) и Монровия (Либерия), управляван от „Ер Франс“. На 29 август 1960 г. самолетът „Локхийд L-1049G Супер Констелейшън“, който изпълнява, се разбива в Атлантическия океан при опит за кацане на летище Йоф, Дакар, при което загиват всички 55 пътници 8 членове на екипажа на борда на машината. По време на катастрофата е съобщено за дъждовни и гръмотевични бури в района, както и ниска облачност.
Самолетът се разбива във вода с дълбочина от 40 м. Повечето от телата са извадени, но само 20% от останките са върнати на брега. Бюрото за разследване и анализ на безопасността на гражданското въздухоплаване разследва инцидента, но не успява да определи причината за катастрофата. То предлага редица възможни обяснения: структурна повреда или загуба на контрол (причинена от турбуленция), погрешни тълкувания, разсейване на екипажа (вероятно от удар на мълния), повреда на индикатор за въздушна скорост или алтиметър, или неправилно отчитане на показанията им.
Семействата на жертвите и вдовицата на поета Давид Диоп завеждат редица дела срещу „Ер Франс“ за обезщетение съгласно Варшавската конвенция. Делото „Диоп“ е решено през 1964 г. и е обжалвано пред Апелативния съд в Париж. Взето е решение за присъждане на основно ниво на обезщетение, но не и за това, че авиокомпанията проявява особена небрежност. Съдът установява, че пилотът, който по-рано е наказан от „Ер Франс“ за безразсъдство, продължава да каца, без да използва инструментите в пилотската кабина при лошо време, което представлява умишлено нарушение.